# 아카마쓰 마사토
아카마쓰 마사토(일본어: 赤松 真人, 1982년 9월 6일 ~ )는 일본의 전 프로 야구 선수이자 지도자이다, 현재 센트럴 리그인 히로시마 도요 카프의 2군 외야 수비 주루 코치이다.

## 인물

### 프로 입단 전
교토부 교토시 후시미구 출신으로 유치원생 시절 지역의 소년 야구팀에 참가하고 있었던 형의 영향으로 야구를 시작했다. 초등학교 시절에는 1루수 이외의 모든 포지션을 맡았다. 교토 시립 후지노모리 중학교 시절에는 고다 구미와 동창생으로 야구부원이었던 고다와 키스톤 콤비(아카마쓰는 유격수)를 구성했다고 한다.
헤이안 고등학교에 진학하여 2학년 때는 투수 겸 외야수로서 춘계 고시엔 대회(제71회 선발 고등학교 야구 대회)에 출장하여 팀을 8강 진출에 기여했다. 고등학교 동창생으로는 후에 히로시마 도요 카프에서 팀 동료가되는 기시모토 히데키가 있다. 또한, 고등학교 시절에는 유일하게 히로시마 스카우트로부터 입단 권유를 받았지만 당시에는 아직 프로에 입문할 자신이 없어서 감독과 상담하여 대학 진학을 선택했다.
리쓰메이칸 대학에서는 야수로 전향해 3학년 추계 시즌에 1경기 5안타, 4학년 춘계 시즌에서 1경기 5개 도루라는 간사이 학생 리그의 타이 기록을 남겼다. 4학년 봄에는 주장으로서 팀을 리그 우승으로 이끌었고 또한 다니고 있던 산업사회학부 산업사회학과에서는 가수 쿠라키 마이와 학과 동기이다. 2004년 프로 야구 드래프트 회의에서는 우타자의 외야수의 보강을 노리고 있었던 한신 타이거스로부터 6순위로 지명을 받아 입단했다.

### 한신 타이거스 시절

#### 2005년
프로 첫 해에는 신인이면서도 2군에서 안타를 양산하는 등의 활약으로 같은해 프레시 올스타전에 출전했다. 2군에서의 성적은 타율 3할 6푼 3리, 홈런 7개, 도루 29개 등의 성적으로 웨스턴 리그 수위 타자, 도루왕, 최다 득점, 최고 출루율 등 타격 부문 4관왕을 차지했다. 장타율 5할 2푼 9리는 웨스턴 리그 4위에 해당되며 본인도 “자신은 홈런 타자”라고 말했다. 1군에서는 대주자로서 2경기에 출전하여 프로 데뷔 첫 도루를 기록했다.

#### 2006년
이듬해 2군에서 타율 3할, 홈런 4개, 팀내 1위인 15도루를 기록하는 등 2년 연속 웨스턴 리그 타율 1위, 최고 출루율을 획득했다(타율 1위이지만 수위 타자는 특례에 의해 가노 게이스케가 차지했다). 6월 10일에는 2번·중견수로 1군에서의 처음으로 선발 출전했다.

#### 2007년
2군에서는 타율 2할 4푼 6리를 기록하며 부진에 시달렸지만, 26개의 도루로 통산 두 번째의 웨스턴 리그 도루왕을 획득했다. 1군에서는 아카호시 노리히로의 부상 등으로 개인 최다인 28경기에 출전하여 8개의 도루를 기록했다. 그 해 시즌 종료 후 한신의 기숙사를 나와 교제중인 여성과 동거생활을 시작했다는 사실을 스스로 밝혔고 12월 14일에는 그 여성과 입적한 사실을 자신의 블로그를 통해 밝히기도 했다. 이듬해 2008년 1월 6일에는 FA 이적으로 한신에 입단한 아라이 다카히로의 인적 보상으로 히로시마 도요 카프에 이적했다.

### 히로시마 도요 카프 시절

#### 2008년
시즌 개막 직후 오른쪽 어깨 관절 상방 관절순 손상으로 등록 말소되었으나 4월 중순에 복귀했다. 4월 29일 요미우리 자이언츠전(도쿄 돔)에서 프로 데뷔 후 첫 홈런인 1회 선두 타자 홈런을 날린 데 이어 이튿날 같은 구장에서 열린 요미우리와의 경기에서도 두 경기 연속으로 선두 타자 홈런을 때려냈다. 프로 1, 2호로 두 경기 연속 1회 선두 타자 홈런을 때린 것은 일본 프로 야구 역사상 최초이다. 그 다음날인 5월 1일에도 또 다시 홈런을 날리는 등 1990년 이시이 히로오 이래 프로 첫 홈런에서 세 경기 연속 홈런을 기록했다. 그 해에는 좌타자인 아마야 소이치로와 병용되었기 때문에 규정 타석에는 미치지 못했지만 개막 이후 줄곧 오른쪽 어깨 통증과 싸우면서도 시즌 내내 착실한 수비를 펼쳐 수치 이상의 기여를 보였다. 주루 면에서도 타고난 재능을 발휘해 도루 횟수는 12개에 그쳤으나 높은 성공률(8할 7푼 5리)을 기록했다. 12월 20일에는 호적에 올렸던 여성과 히로시마 시내에서 결혼식을 치렀다.

#### 2009년
4월 3일의 개막전(요미우리전)에서 1번·중견수로 선발 출전해 본인으로서는 처음으로 개막전 엔트리에 합류했다. 게다가 이 경기에서 상대방보다 앞서게 되는 2점 적시타를 때려냄으로써 경기 수훈 선수로 선정, 히어로 인터뷰의 주인공이 되었다. 올스타전에도 팬 투표를 통해 처음으로 선정돼 두 경기를 통해서 2안타 2도루의 활약을 보여주었다는 평가를 받아 ‘팬들의 마음을 가장 빛나게 해준 선수’에게 주어지는 ‘마쓰다 악셀러상’을 수상했다. 시즌 후반기에는 아마야나 스에나가 마사후미와 병용되는 일도 늘어났지만 처음으로 규정 타석을 채우는 등 내실있는 시즌을 보냈다. 또 타율은 작년보다 떨어지면서 같은 해에 규정 타석에 도달한 선수들 중에서는 가장 낮았으나 득점권 타율은 작년에 1할 9푼 5리에서 팀내 1위인 3할 3푼까지 끌어 올리는 등 승부에서 강함을 보인 시즌이기도 했다. 외야 수비면에서는 시즌 초반 팀 평균 자책점이 2점대로 양호했던 것에 대해 투수 코치인 고바야시 간에이로부터 “아카마쓰나 아마야의 수비 범위에 힘입은 바가 크다”라는 극찬을 받았다.

#### 2010년
2월에 열린 스프링 캠프에서 왼쪽 넓적다리 뒷근육 통증에 의한 전력 이탈로 3군에서 재활훈련하는 등의 순탄찮은 세월을 보내게 되었다. 그러다가 3월 중에 열린 2군 교육 리그에서 실전에 복귀했고 4월 4일에 1군에 등록, 3할을 넘을 정도의 승부가 강한 타격으로 3번 타자로도 기용되는 등 부상이나 재활 훈련에 의해 출발이 늦어지긴 했으나 외야수 경쟁에 참여했다. 그 해의 하이라이트는 8월 4일에 열린 요코하마 베이스타스전에서 무라타 슈이치가 때린 좌중간 담장으로 거의 넘어갈 뻔한 홈런성 타구를 펜스에 한 걸음 기어올라가 보기좋게 잡아냈다. 이 수비 플레이는 미국 야후!의 톱 뉴스로 오르는 등 해외 언론들로부터 큰 주목을 받았다. 미국 CBS는 야마모리 마사후미를 소개하면서 “일본 야구 역사상 가장 충격적인 캐치였다”라고 평가했다. 미국 스포츠 전문 방송 ESPN 역시 전 세계의 모든 스포츠 경기에서 선정되는 ‘금주의 톱 10’의 1위로 선정해 이를 대대적으로 다루었다. 또 인터넷 동영상 사이트인 유튜브에서도 관련 동영상 조회수가 100만 건을 넘는 등 하룻밤 만에 일본 국내외로부터 엄청난 반향을 불러 일으켰다.
시즌 후반기에는 컨디션을 회복한 아마야에게 선발 자리를 양보하는 일도 많았지만 타율과 도루는 자신의 최고 기록을 올리는 맹활약을 펼쳤다. 규정 타석에는 도달하지 못했으나 본인의 첫 타이틀이 된 골든 글러브상을 수상했다.

## 상세 정보

### 출신 학교
- 헤이안 고등학교
- 리쓰메이칸 대학

### 선수 경력
- 한신 타이거스(2005년 ~ 2007년)
- 히로시마 도요 카프(2008년 ~ 2019년)

### 지도자 경력
- 히로시마 도요 카프 2군 외야 수비 주루 코치(2020년 ~ )

### 수상·타이틀 경력
- 골든 글러브상 : 1회(2010년)

### 개인 기록

#### 첫 기록
- 첫 출장 : 2005년 10월 4일, 대 요코하마 베이스타스 21차전(한신 고시엔 구장), 9회말에 셰인 스펜서의 대주자로서 출장
- 첫 도루 : 상동, 9회말에 2루 안착(투수 : 마크 크룬, 포수 : 아이카와 료지)
- 첫 선발 출장 : 2006년 6월 10일, 대 세이부 라이온스 5차전(한신 고시엔 구장), 2번·중견수로서 출장, 4타수 무안타
- 첫 안타 : 2006년 10월 14일, 대 히로시마 도요 카프 22차전(히로시마 시민 구장), 2회초에 오타케 간으로부터 좌전 안타
- 첫 타점 : 2007년 4월 15일, 대 요코하마 베이스타스 3차전(한신 고시엔 구장), 1회말에 구도 기미야스로부터 중견수 희생 플라이
- 첫 홈런 : 2008년 4월 29일, 대 요미우리 자이언츠 4차전(도쿄 돔), 1회초에 세스 그레이싱어로부터 좌월 선두 타자 홈런

#### 기타
- 올스타전 출장 : 1회(2009년)

### 등번호
- 52(2005년 ~ 2007년)
- 38(2008년 ~ 2019년)
- 93(2019년 ~ )

### 연도별 타격 성적
| 연 도     | 소 속     | 경 기 | 타 석 | 타 수 | 득 점 | 안 타 | 2 루 타 | 3 루 타 | 홈 런 | 루 타 | 타 점 | 도 루 | 도 루 자 | 희 생 번 | 희 생 플 | 볼 넷 | 고 4 | 사 구 | 삼 진 | 병 살 타 | 타 율 | 출 루 율 | 장 타 율 | O P S |
| --------- | --------- | ----- | ----- | ----- | ----- | ----- | ------- | ------- | ----- | ----- | ----- | ----- | -------- | -------- | -------- | ----- | ---- | ----- | ----- | -------- | ----- | -------- | -------- | ----- |
| 2005년    | 한신      | 2     | 0     | 0     | 1     | 0     | 0       | 0       | 0     | 0     | 0     | 1     | 1        | 0        | 0        | 0     | 0    | 0     | 0     | 0        | ----  | ----     | ----     | ----  |
| 2006년    | 한신      | 6     | 15    | 14    | 1     | 2     | 0       | 0       | 0     | 2     | 0     | 2     | 1        | 1        | 0        | 0     | 0    | 0     | 3     | 0        | .143  | .143     | .143     | .286  |
| 2007년    | 한신      | 28    | 43    | 39    | 4     | 6     | 1       | 0       | 0     | 7     | 1     | 8     | 1        | 1        | 1        | 2     | 0    | 0     | 5     | 1        | .154  | .190     | .179     | .370  |
| 2008년    | 히로시마  | 125   | 390   | 342   | 62    | 88    | 13      | 1       | 7     | 124   | 24    | 12    | 2        | 18       | 0        | 23    | 0    | 7     | 67    | 3        | .257  | .317     | .363     | .680  |
| 2009년    | 히로시마  | 137   | 489   | 423   | 58    | 98    | 15      | 3       | 6     | 137   | 43    | 14    | 7        | 25       | 5        | 33    | 0    | 3     | 79    | 3        | .232  | .289     | .324     | .613  |
| 2010년    | 히로시마  | 113   | 320   | 291   | 41    | 83    | 12      | 3       | 4     | 113   | 33    | 20    | 4        | 14       | 4        | 8     | 0    | 3     | 48    | 4        | .285  | .307     | .388     | .695  |
| 2011년    | 히로시마  | 80    | 217   | 192   | 25    | 50    | 9       | 0       | 1     | 62    | 18    | 19    | 4        | 15       | 2        | 4     | 0    | 4     | 29    | 1        | .260  | .287     | .323     | .610  |
| 2012년    | 히로시마  | 76    | 246   | 207   | 22    | 50    | 6       | 0       | 3     | 65    | 15    | 18    | 2        | 16       | 1        | 18    | 0    | 4     | 33    | 4        | .242  | .313     | .314     | .627  |
| 2013년    | 85        | 60    | 54    | 16    | 11    | 2     | 0       | 0       | 13    | 3     | 12    | 4     | 4        | 0        | 1        | 0     | 1    | 9     | 0     | .204     | .232  | .241     | .473     |       |
| 2014년    | 74        | 32    | 28    | 25    | 6     | 2     | 0       | 0       | 8     | 4     | 12    | 5     | 2        | 0        | 1        | 0     | 1    | 8     | 0     | .214     | .267  | .286     | .552     |       |
| 2015년    | 52        | 9     | 9     | 13    | 2     | 1     | 0       | 0       | 3     | 0     | 6     | 3     | 0        | 0        | 0        | 0     | 0    | 2     | 0     | .222     | .222  | .333     | .556     |       |
| 2016년    | 89        | 21    | 19    | 15    | 7     | 1     | 1       | 0       | 10    | 3     | 12    | 2     | 0        | 0        | 2        | 0     | 0    | 4     | 0     | .368     | .429  | .526     | .955     |       |
| 2019년    | 1         | 0     | 0     | 0     | 0     | 0     | 0       | 0       | 0     | 0     | 0     | 0     | 0        | 0        | 0        | 0     | 0    | 0     | 0     | .---     | .---  | .---     | .---     |       |
| NPB：13년 | NPB：13년 | 868   | 1842  | 1618  | 283   | 403   | 62      | 8       | 21    | 544   | 144   | 136   | 36       | 96       | 13       | 92    | 0    | 23    | 287   | 16       | .249  | .297     | .336     | .633  |

- 2019년 기준.

### 연도별 수비 성적
| 연도 | 외야 | 외야 | 외야 | 외야 | 외야 | 외야   |      |
| 연도 | 경기 | 척살 | 보살 | 실책 | 병살 | 수비율 |      |
| ---- | ---- | ---- | ---- | ---- | ---- | ------ | ---- |
| 2006 | 4    | 7    | 1    | 0    | 0    | 1.000  |      |
| 2007 | 23   | 23   | 0    | 0    | 0    | 1.000  |      |
| 2008 | 118  | 194  | 5    | 2    | 1    | .990   |      |
| 2009 | 133  | 299  | 6    | 4    | 2    | .987   |      |
| 2010 | 101  | 181  | 10   | 0    | 2    | 1.000  |      |
| 2011 | 68   | 88   | 2    | 0    | 0    | 1.000  |      |
| 2012 | 72   | 111  | 2    | 0    | 0    | 1.000  |      |
| 2014 | 50   | 29   | 1    | 0    | 1    | 1.000  |      |
| 2015 | 37   | 17   | 0    | 0    | 0    | 1.000  |      |
| 2016 | 78   | 24   | 0    | 0    | 0    | 1.000  |      |
| 2019 | 1    | 0    | 0    | 0    | 0    | .---   |      |
| 통산 | 통산 | 679  | 904  | 27   | 6    | 5      | .994 |

- 2019년 기준, 굵은 글씨는 시즌 최고 성적.